# Dê Ciavenasca
Dê Ciavenasca là một giống dê nhà bản địa có nguồn gốc từ Valchiavenna, phía bắc tỉnh Sondrio, Lombardy thuộ vùng đất miền bắc Italy. Giống dê này chỉ phổ biến trong khu vực này. Do đó, tên của giống dê cũng có nguồn gốc từ thung lũng hoặc thị trấn Chiavenna.
Việc quản lý dê Ciavenasca khá rộng: các con dê thuộc giống này được giữ trên đồng cỏ núi cao trong những tháng mùa hè. Chúng cực kỳ khỏe mạnh và thích nghi tốt với địa hình núi.
Ciavenasca không được chính thức công nhận là giống dê. Nó không phải là một trong bốn mươi ba giống dê dê của Ý phân bố hạn chế mà một cuốn sách được giữ bởi Associazione Nazionale della Pastorizia, hiệp hội chăn nuôi cừu và dê quốc gia Ý, cũng không được báo cáo vào cơ sở dữ liệu DAD-IS của FAO. Năm 2002, nó đã được báo cáo trong quá trình được công nhận. Số lượng dê giống này được ước tính là 3000 vào thời điểm đó.

## Sử dụng
Ciavenasca là giống bò sữa, nhưng được nuôi chủ yếu với lý do cho thịt, cả con non đến các cá thể dê trưởng thành. Đặc sản thực phẩm địa phương có nguồn gốc từ nó bao gồm viulìn de càvra de Ciavéna (tiếng Ý: violino di capra della Valchiavenna), thịt prosciutto hoặc spalla dê. Sữa dê Ciavenasca được sử dụng để chế biến pho mát Mascarpin, có thể được hun khói hoặc luộc.